# Вяльятаґузе (Пилтсамаа)
Вя́льятаґузе (ест. Väljataguse küla) — село в Естонії, у волості Пилтсамаа повіту Йиґевамаа.

## Населення
Чисельність населення на 31 грудня 2011 року становила 24 особи.

## Географія
Село межує з селом Арісвере.
Через село проходить автошлях 161.